# 西小千谷駅
西小千谷駅（にしおぢやえき）は、かつて新潟県小千谷市城内三丁目にあった、日本国有鉄道（国鉄）魚沼線の駅（廃駅）である。同線の終点であった。
魚沼線の廃止に伴い、1984年（昭和59年）4月1日に廃駅となった。

## 歴史
- 1911年（明治44年）9月14日：魚沼鉄道の小千谷駅（初代）として、路線の開業と同時に設置[1]。一般駅[1]。
- 1922年（大正11年）6月15日：魚沼鉄道の国有化に伴い、国有鉄道・魚沼線の駅となる[1]。
- 1932年（昭和7年）7月15日：西小千谷駅に改称[1] [2]。同年8月1日、上越線の東小千谷駅が小千谷駅（2代目）に改称[3]。
- 1944年（昭和19年）10月16日：魚沼線が不要不急線として、当面の間営業休止となる[1]。
- 1954年（昭和29年）8月1日：新線上に移転し、営業を再開[1]。一般駅[1]。
- 1960年（昭和35年）3月15日：貨物の取り扱いを廃止[1]。
- 1976年（昭和51年）4月1日：業務委託駅となる[4]。
- 1984年（昭和59年）
  - 2月1日：荷物の取り扱いを廃止[1]。
  - 4月1日：魚沼線の全線廃止に伴い、廃駅となる[1]。

## 駅構造
廃止時は、単式ホーム1面1線を有する業務委託駅であった。

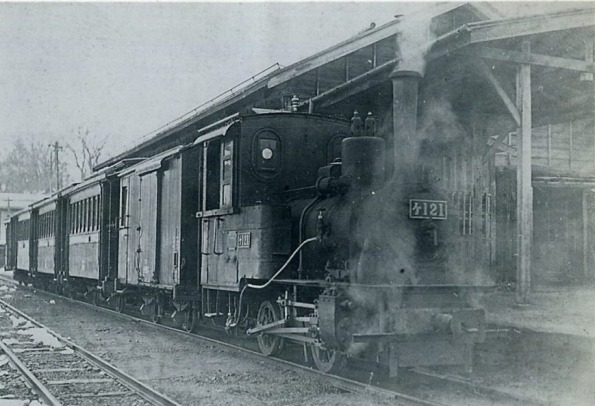
西小千谷駅での国鉄ケ120形蒸気機関車ケ121牽引の魚沼線の混合列車（1937年2月）

## 廃止後
駅廃止から10年ほど、旧駅舎は小千谷市の「シルバー人材センター」事務所として活用されていたが、後に撤去された。駅跡周辺は「ぽっぽの里公園」として整備され、ホーム跡や線路跡、車両の車輪などが残っている。

## 隣の駅
日本国有鉄道
魚沼線
小粟田駅 - 西小千谷駅
- 開業から休止までの間、小粟田駅との間に平沢駅があった。